# Hassan Sherif
Hassan Sherif (en amharique : ሀሰን ሸሪፍ) est un boxeur éthiopien né le 19 août 1952.

## Carrière
En raison du boycott africain des Jeux olympiques d'été de 1976 à Montréal, Hassan Sherif doit déclarer forfait alors qu'il devait affronter au deuxième tour dans la catégorie des poids mouches le Soviétique David Torosyan. 
Il est ensuite médaillé de bronze dans la catégorie des poids mouches aux Jeux africains d'Alger en 1978.
Aux Jeux olympiques d'été de 1980 à Moscou, il est éliminé au deuxième tour dans la catégorie des poids mouches par le Bulgare Petar Lesov.